# Iwan Bazyłewycz
Iwan Bazyłewycz – ukraiński działacz społeczny, poseł do Sejmu Krajowego Galicji II kadencji (1867–1869), włościanin z Sadu.
Wybrany w IV kurii obwodu Przemyśl, z okręgu wyborczego nr 17 Jaworów-Krakowiec.